# Service national des gardes-frontières d'Ukraine
Le Service national des garde-frontières d'Ukraine (en ukrainien : Державна Прикордонна Служба України, Derzhavna Prykordonna Sluzhba Ukrayiny, abrégé en ДПСУ,  DPSU) est le service des garde-frontières de l'Ukraine. C'est une agence gouvernementale indépendante, dont le chef est subordonné au ministre de l'Intérieur d'Ukraine.

## Historique
Ce service a été créé le 31 juillet 2003 après la réorganisation du comité national de la protection des frontières nationales. Les garde-côtes en font partie. 
La formation ayant lieu à l'Académie nationale du service des garde-frontières d'Ukraine de Khmelnytskyï, au Centre éducatif nommé d'après Igor Momota, au Centre de formation de la Garde maritime et dans le Centre de formation cynologique.
L'unité est engagée lors de l'invasion de l'Ukraine par la Russie en 2022.

## Structure
Le service est organisé en quatre administrations (ouest, sud, est et maritimes) en plus des unités de subordination centrale.

### Détachement frontaliers (terre)
- Service national des garde-frontières
  -  Commandement régional ouest (uk) (unité militaire 1468) Lviv : Major Général Valéry Pavlovitch Vavrynuk ;
    -  6e détachement de gardes-frontières de Loutsk (uk) (unité militaire 9971) Loutsk ;
    -  7e détachement de gardes-frontières des Carpates (uk) (unité militaire 2144) Lviv ;
    -  27e détachement de gardes-frontières de Moukatchevo (uk) (unité militaire 2142) Moukatchevo ;
    -  31e détachement de gardes-frontières de Tchernivtsi (uk) (unité militaire 2195) Tchernivtsi ;
    -  94e détachement de gardes-frontières (uk) (unité militaire 1493) Tchop ;
    -  Hôpital clinique militaire du DPSU ouest (uk) Lviv ;
    -  Centre de dressage canin (uk) (unité militaire 2418) Velyki Mosty ;
    - Unités dissoutes ː
      -  93e détachement de gardes-frontières de Mostyska (uk) (unité militaire 1494) (Mostyska) - dissous en 2020

  -  Commandement régional sud (uk) (unité militaire 1469) Odessa : Brigadier Général Youri Petrovych Petriv ;
    -  2e détachement frontalier de Podilsk (uk) (unité militaire 2196) Podilsk ;
    -  8e détachement frontalier de Berdiansk (uk) (unité militaire 1491) Berdiansk ;
    -  17e détachement frontalier d'Izmaïl (uk) (unité militaire 1474) Izmaïl ;
    -  24e détachement frontalier de Mohyliv-Podilskyï (uk) (unité militaire 2193) Mohyliv-Podilskyï ;
    -  25e détachement frontalier de Bilhorod-Dnistrovskyï (uk) (unité militaire 2197) Bilhorod-Dnistrovskyï ;
    -  26e détachement frontalier d'Odessa (uk) (unité militaire 2138) Odessa ;
    -  79e détachement frontalier de Kherson  (unité militaire 2161) Kherson ;
    -  Hôpital clinique militaire du DPSU sud (uk) (unité militaire 2254) Odessa ;

  -  Administration régionale de l'Est (Kharkiv): Major Général Victor Borisovitch BABYUK
    -  1er détachement frontalier (Donetsk puis Marioupol) - unité militaire 9937
    -  3e détachement frontalier (Lyssytchansk) - unité militaire 9938 (transformée en unité d'intervention mobile)
    -  4e détachement frontalier (Kharkiv) - unité militaire 9951
    -  5e détachement frontalier (Soumy) - unité militaire 9953
    -  11e détachement frontalier (Kramatorsk) - unité militaire 2382

  - Subordination centrale :
    -  9e détachement frontalier (Jytomyr) - unité militaire 1495
    -  105e détachement frontalier (Tchernihiv) - unité militaire
    - Checkpoint Kiev (Boryspil)

### Unités d'interventions mobiles
Subordination centrale : 
- 3e détachement frontalier mobile "Pomsta" (Lyssytchansk) - unité militaire 9938
- 10e détachement frontalier mobile "Dozor" (Kiev) - unité militaire 1496
- 15e détachement frontalier mobile "Stalevy Kordon"
- Brigade Hart

### Garde maritime ukrainienne(mer)
Bureau régionale de la Garde maritime (Odessa) :
- 1re unité de la garde maritime (Odessa) - unité militaire 1496
- 18e unité de la garde maritime (Izmaïl) - unité militaire 1560
- 23e unité de la garde maritime (Marioupol) - unité militaire 1472
- Centre de formation de Garde maritime

### Aviation
Administration régionale du Sud (Odessa): 
- 24e escadron d'aviation (Odessa) - unité militaire 9997

 Administration régionale de l'Est (Kharkiv):
- 26e escadron d'aviation (Kharkiv) - unité militaire 1467

### Volontaires
- Bataillon Noman Çelebicihan

### Directeurs

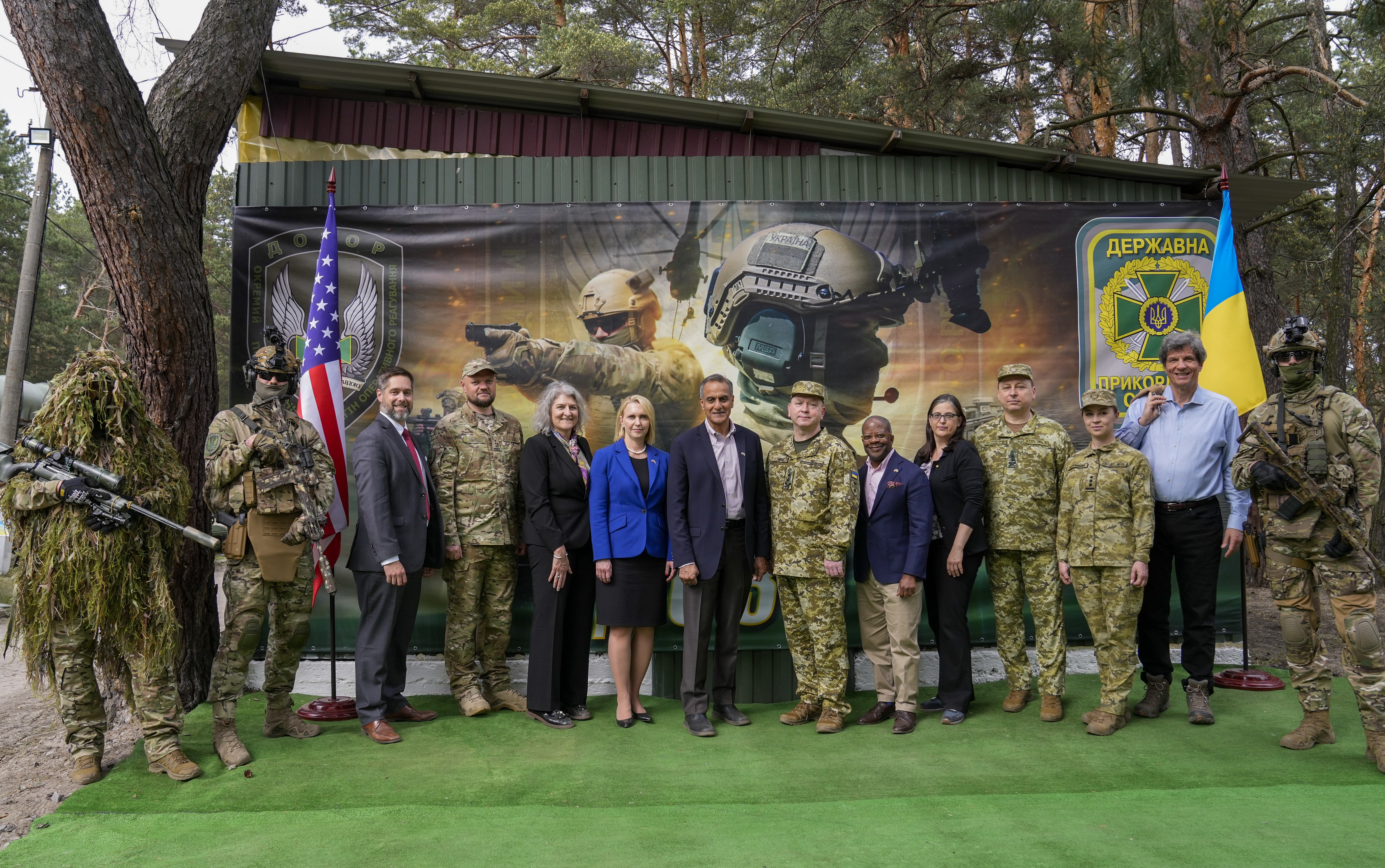
Serhiy Deyneko et un autre général des gardes-frontières le 17 mai 2023 à Kyiv avec Richard Verma et Bridget Brink, ambassadrice des U.S.A.

- 2019–en cours :  Serhiy Deyneko
- 2017-2019 : Petro Tsyhykal
- 2014-2017 : Viktor Nazarenko
- 2001-2014 : Mykola Lytvyn
- 1999-2001 : Borys Oleksiyenko
- 1994-1999 : Viktor Bannykh
- 1991-1994 : Valeriy Hubenko

### Médailles

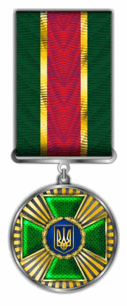
25 années de service
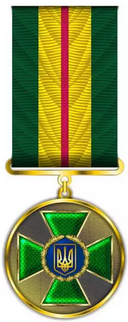
20 années de service
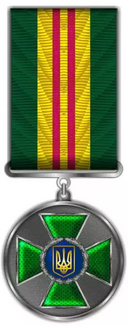
15 années de service
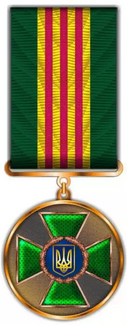
10 années de service
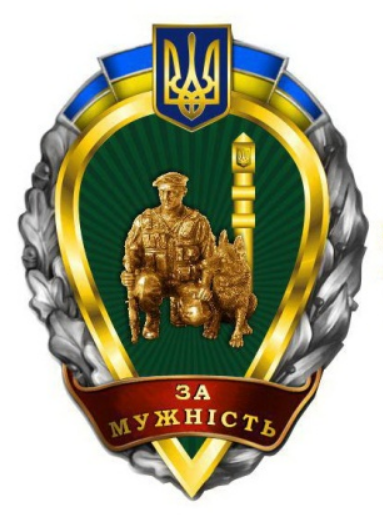
Pour acte de courage.

### Matériels

#### Véhicules terrestres
| Nom         | Image | Pays d'origine | Nombre | Notes |
| ----------- | ----- | -------------- | ------ | ----- |
| Kozak       |       | Ukraine        | 80     |       |
| KrAZ Cougar |       | Ukraine        | 9      |       |

#### Avions
| Nom           | Image | Pays d'origine   | Nombre | Notes |
| ------------- | ----- | ---------------- | ------ | ----- |
| Diamond DA40  |       | Autriche         | 5      |       |
| Diamond DA42  |       | Autriche         | 4      |       |
| Antonov An-24 |       | Union soviétique | 1      |       |
| Antonov An-26 |       | Union soviétique | 1      |       |

#### Hélicoptères
| Nom      | Image | Pays d'origine   | Nombre | Notes                              |
| -------- | ----- | ---------------- | ------ | ---------------------------------- |
| Mil Mi-8 |       | Union soviétique | 5      |                                    |
| H125     |       | France           | 7      |                                    |
| H145     |       | France           | 10     | Un H145 sur l'Aéroport d'Oujhorod. |
| H225     |       | France           | 20     |                                    |